# Olympische Sommerspiele 2004/Tischtennis
Bei den Olympischen Spielen 2004 in der griechischen Hauptstadt Athen wurden vier Wettbewerbe im Tischtennis ausgetragen.
Austragungsort war die Galatsi Olympic Hall.
Letztmals wurden ein Männer- und Frauendoppel ausgetragen.

## Bilanz

### Medaillenspiegel
| Platz  | Land      | Gold | Silber | Bronze | Gesamt |
| ------ | --------- | ---- | ------ | ------ | ------ |
| 1      | China     | 3    | 1      | 2      | 6      |
| 2      | Südkorea  | 1    | 1      | 1      | 3      |
| 3      | Nordkorea | —    | 1      | —      | 1      |
| 3      | Hongkong  | —    | 1      | —      | 1      |
| 5      | Dänemark  | —    | —      | 1      | 1      |
| Gesamt | Gesamt    | 4    | 4      | 4      | 12     |

### Medaillengewinner
| Disziplin     | Gold                          | Silber                         | Bronze                            |
| ------------- | ----------------------------- | ------------------------------ | --------------------------------- |
| Männer Einzel | Ryu Seung-min (KOR)           | Wang Hao (CHN)                 | Wang Liqin (CHN)                  |
| Frauen Einzel | Zhang Yining (CHN)            | Kim Hyang-mi (PRK)             | Kim Kyung-ah (KOR)                |
| Männer Doppel | Chen Qi / Ma Lin (CHN)        | Ko Lai Chak / Li Ching (HKG)   | Michael Maze / Finn Tugwell (DEN) |
| Frauen Doppel | Wang Nan / Zhang Yining (CHN) | Lee Eun-sil / Suk Eun-mi (KOR) | Guo Yue / Niu Jianfeng (CHN)      |

## Austragungsmodus
Alle Wettbewerbe werden im K.-o.-System über vier Gewinnsätze ausgetragen. Die Bronzemedaille wird ausgespielt.
Einzelwettbewerb
Im Einzel darf jeder Verband maximal drei Spieler melden. Die ersten 16 Spieler der Setzliste beginnen in Runde drei, die Ränge 17 bis 32 der Setzliste steigen in Runde zwei ein. Bei der Auslosung wird darauf geachtet, dass Aktive aus einem Verband möglichst spät gegeneinander spielen.
Doppelwettbewerb
Analog beginnen im Doppel die ersten 8 der Setzliste in Runde drei, die Ränge 9 bis 16 der Setzliste in Runde zwei. Beide Spieler eines Doppels müssen dem gleichen Verband angehören. Jeder Verband darf maximal zwei Doppel melden. Bei der Auslosung werden die Doppel eines Verbandes in die gleiche Hälfte gelost, so dass im Endspiel auf jeden Fall Doppel aus verschiedenen Verbänden aufeinandertreffen.

## Abschneiden der Deutschen

### Herren
Jörg Roßkopf begann in Runde 2 mit einem Sieg über den Polen Tomasz Krzeszewski. Danach unterlag er Wang Hao mit 1:4. Bereits in Runde 1 begann Torben Wosik. Hier schaltete er Mohamed Guèye (Senegal) aus, ehe er danach gegen Trinko Keen (Niederlande) verlor. Timo Boll stieg aufgrund der Setzliste erst in der dritten Runde ein. Nach Siegen über Patrick Chila (Frankreich) und Werner Schlager (Österreich) gelangte er ins Viertelfinale, wo er dem Schweden Jan-Ove Waldner unterlag.
Hielscher/Roßkopf gewannen gegen Hugo Hanashiro/Hugo Hoyama (Brasilien) und verloren gegen Joo Se-hyuk/Oh Sang-eun (Südkorea). Boll/Fejer-Konnerth schieden nach dem Sieg über Shu Arai/Ryo Yuzawa (Japan) im Achtelfinale gegen Lee Chul-seung/Ryu Seung-min (Korea) aus.

### Damen
Nicole Struse unterlag in der ersten Runde der Thailänderin Nanthana Komwong. Die beiden anderen deutschen Spielerinnen kamen eine Runde weiter. Jie Schöpp siegte gegen Nikoleta Stefanova (Italien) und verlor gegen Aya Umemura (Japan). Elke Wosik setzte sich gegen Jian Fang Lay (Australien) durch, scheiterte danach an Niu Jianfeng (China).
Das Doppel Struse/Wosik verlor gegen das neuseeländische Geschwisterpaar Li Chunli/Li Karen.

## Wissenswertes
- Die jüngste Teilnehmerin war die 15-jährige Ai Fukuhara (Japan), die älteste die 42-jährige Li Chunli (Neuseeland). Bei den Herren reichte die Spanne von 17 Jahren (José Luyindula, DR Kongo) bis 42 Jahre (He Zhiwen, Spanien).
- Die Regierung Singapurs hatte ihren Teilnehmern 500.000 Dollar für eine Goldmedaille zugesagt. Für Bronze sollte es 250.000 Dollar geben. Diese Siegprämien hat Li Jia Wei verpasst, als sie im Halbfinale verlor.
- Karl-Josef Flühr (Bad Kreuznach) war der einzige deutsche Schiedsrichter bei dieser TT-Olympiade. Er leitete das Finale der Damen.[1]
- ITTF-Präsident Adham Sharara schlug dem Internationalen Olympischen Komitee IOC vor, bei den nächsten Olympischen Sommerspielen im Tischtenniswettbewerb Mannschaftskämpfe statt Doppel zu veranstalten.